# FV de l'Escorpió
FV de l'Escorpió (FV Sco) és un estel variable de magnitud aparent màxima +8,07. S'hi troba a la constel·lació de l'Escorpió, visualment entre HD 155450 i HD 155806 (V1075 Scorpii). La seua paral·laxi mesurada pel satèl·lit Hipparcos (1,60 ± 0,85 mil·lisegons d'arc) situa a FV de l'Escorpió a 625 parsecs (2.040 anys llum) del sistema solar, però l'error en la mesura és tal que podria trobar-se al doble d'aquesta distància.
FV Scode l'Escorpió és una binària propera «despresa», així com una binària eclipsant. El seu període orbital és de 5,7279 dies i el pla orbital està inclinat 80º respecte al pla del cel. La component principal és un estel blanc-blavenc de la seqüència principal de tipus espectral B6V. Amb una temperatura efectiva de 11.630 K, és 697 vegades més lluminosa que el Sol. Té una massa de 6,87 masses solars i el seu radi és 6,58 vegades més gran que el del Sol. La component secundària té tipus A6, encara que també ha estat catalogada com a B9. Amb una temperatura de 9.550 K, la seva lluminositat equival a 147 vegades la lluminositat solar. El seu radi és 4,48 vegades més gran que el radi solar.
La separació entre ambdós estels és de 30 radis solars, equivalent a 0,14 ua. Durant l'eclipsi principal —quan l'estel menys lluminós intercepta la llum de l'estel B6V— la lluentor del sistema disminueix 0,77 magnituds. L'eclipsi secundari suposa un descens de 0,10 magnituds.